# Гран-при Шардоне (женский)
Гран-при Шардоне (фр. Grand Prix de Chardonnay) — шоссейная однодневная велогонка, проходящая по территории Франции с 2021 года.

## История
Гонка была создана в 2021 году и сразу стала проводиться в рамках национального календаря. В 2022 году вошла в календарь женского Кубка Франции.
Маршрут гонки проходит в департаменте Сона и Луара региона Бургундия. Он представляет собой круг длинною 7,8 км который преодолевают минимум 12 раз. Общая протяжённость дистанции составляет больше 90 км.
Название гонки связано с сортом белого винограда Шардоне (фр. Chardonnay) и одноимённого вина, родиной которого является Бургундия.

## Призёры
| Год  | Победитель   | Второй         | Третий         |
| ---- | ------------ | -------------- | -------------- |
| 2021 | Сесиль Лежен | Хлоя Шарпантье | Флорена Бернар |
| 2022 | Марин Герен  | Эглантин Райе  | Морган Костон  |